# Mastigolejeunea carinata
Mastigolejeunea carinata là một loài Rêu trong họ Lejeuneaceae. Loài này được (Mitt.) Stephani mô tả khoa học đầu tiên năm 1912.